# Eupithecia kuroshio
Eupithecia kuroshio är en fjärilsart som beskrevs av Inoue 1980. Eupithecia kuroshio ingår i släktet Eupithecia och familjen mätare. Inga underarter finns listade i Catalogue of Life.